# Coop Norden
Coop Norden era una catena di vendita al dettaglio scandinava, che si occupava di generi alimentari e beni di consumo.

## Descrizione
L'azienda aveva sede in Svezia ed era partecipata da 3 grandi cooperative:
- La FK (Kooperativa Förbundet) svedese (42%);
- La FDB (Fællesforeningen for Danmarks Brugsforeninger) danese (38%);
- la Coop Norge norvegese (20%).

Durante i suoi anni di attività, Coop Norden aveva circa 1.000 negozi e un fatturato annuale di circa 90 miliardi di corone svedesi. Nel 2007 le 3 controllanti hanno deciso di sciogliere la società e dal 1 gennaio 2008 le 3 cooperative erano nuovamente indipendenti.
Coop Norden, pur avendo nome e logo simili, non ha alcun rapporto societario con Coop Italia e con il Sistema Coop italiano.